# Mandelsloh
Mandelsloh ist ein nordöstlicher Ortsteil der Stadt Neustadt am Rübenberge in der Region Hannover in Niedersachsen.

## Geografie
Das Dorf Mandelsloh liegt dicht am Fluss Leine und ist über die L 191 mit dem Kern der Stadt verbunden.

## Geschichte
Mandelsloh ist ein sehr alter Ort, in dem schon 880 die legendäre Kirchengründung durch die Schwester des Burgunderherzogs Osdag erfolgte. Osdag (Ostdach, Osdacus), Herzog von Burgund, Heiliger und Schutzpatron der Kirche zu Mandelsloh, soll einer Erzählung des Chronisten Hermann von Lerbeck (um 1400) zufolge am 2. Februar 880 in der Schlacht bei Ebstorf, die die Ebstorfer Märtyrer hinterließ, gefallen sein. Er soll danach in Mandelsloh beigesetzt worden sein.
Im Ortsteil „In der Wiek“ bestand der mittelalterlichen Chronik nach seit dem Ende des 9. Jahrhunderts eine Kirche. Mandelsloh war Sitz eines Gogerichts, eines Archidiakonats und eines Rittergutes. Die erste urkundliche Erwähnung ist unter dem Namen Mandeslum für das Jahr 988 belegt. 1167 wurde mit Heinricus de Mandeslo das von der Burg Mandelsloh stammende Adelsgeschlecht von Mandelsloh erstmals urkundlich erwähnt. Um 1393 folgte die Einrichtung eines Stifts mit neun Priestern im Ort.
Für die damalige Zeit noch sehr ungewöhnlich, wurde bereits in den Jahren 1782–1784 ein Blitzableiter auf der Osdag-Kirche angebracht.
Mandelsloh bestand ursprünglich aus den beiden Gemeinden Mandelsloh in der Wiek und Mandelsloh über dem See, die 1959 zur Gemeinde Mandelsloh zusammengeschlossen wurden. Am 1. März 1974 wurde die Gemeinde Mandelsloh in die Stadt Neustadt am Rübenberge eingegliedert.

## Religion

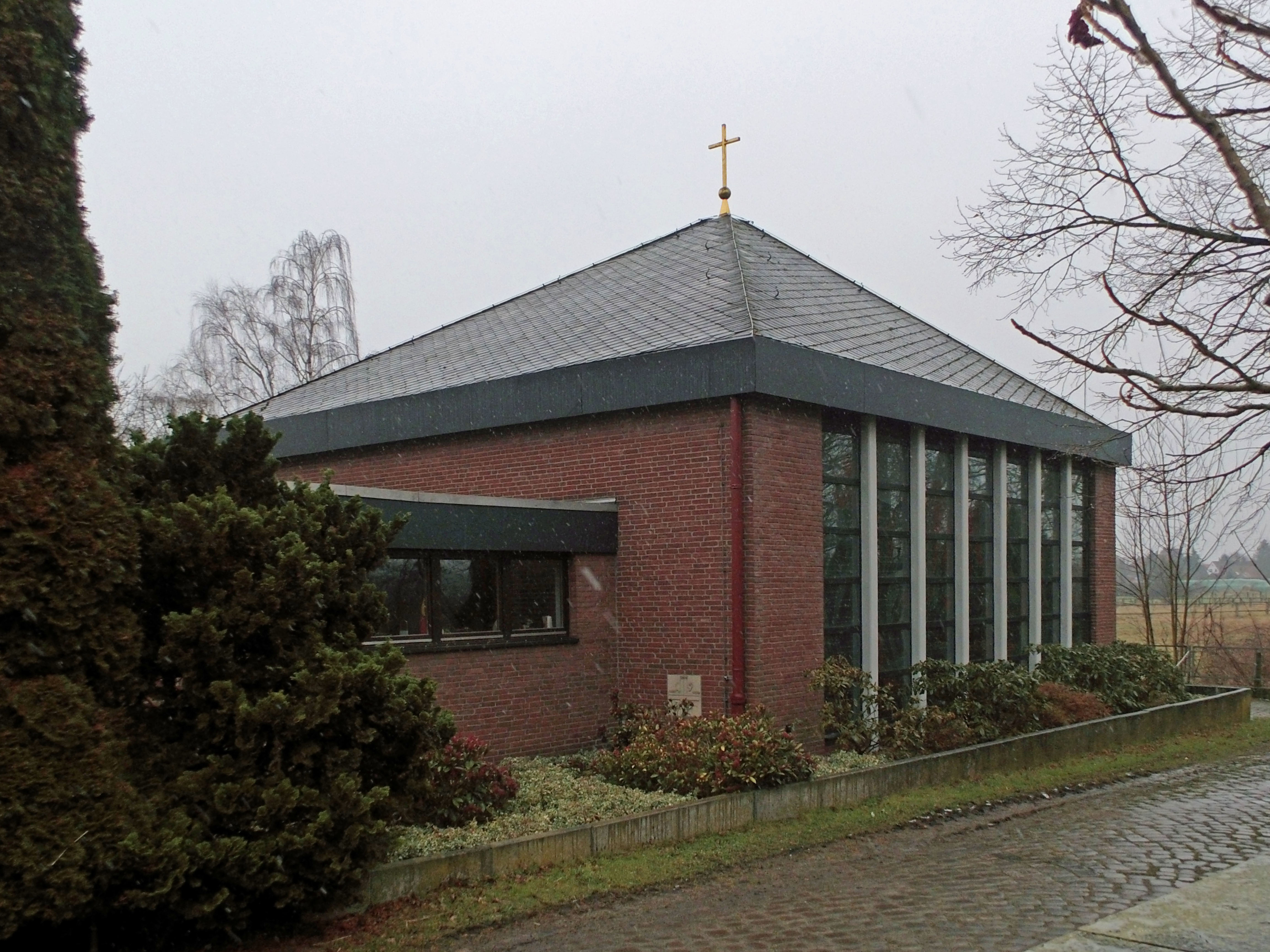
Katholische Kirche

In Mandelsloh befindet sich die evangelisch-lutherische St.-Osdag-Kirche, zur Region Nord des Kirchenkreises Neustadt-Wunstorf gehörend.
1946 entstand eine katholische Kirchengemeinde, die zunächst ein Fachwerkhaus kaufte und dort eine Notkirche einrichtete. 1976 wurde dann, gegenüber der St.-Osdag-Kirche, die katholische Kirche Unbeflecktes Herz Mariä erbaut. Zuletzt gehörte sie zur Pfarrgemeinde St.-Peter und Paul in Neustadt am Rübenberge. 2009 erfolgte die Profanierung, Kirche und Pfarrhaus wurden verkauft. Heute befinden sich die nächstgelegenen katholischen Kirchen jeweils 12 km entfernt in Hagen und Schwarmstedt.

## Politik

### Ortsrat
Der gemeinsame Ortsrat von Mandelsloh, Amedorf, Brase/Dinstorf, Evensen, Lutter, Niedernstöcken, Stöckendrebber und Welze setzt sich aus drei Ratsfrauen und acht Ratsherren zusammen. Im Ortsrat befinden sich zusätzlich 19 beratende Mitglieder.
Sitzverteilung:
- SPD: 4 Sitze
- CDU: 3 Sitze
- UWG-NRÜ: 3 Sitze
- Piraten: 1 Sitz

(Stand: Kommunalwahl 11. September 2016)

### Ortsbürgermeister
Der Ortsbürgermeister ist Günter Hahn (UWG NRÜ). Sein Stellvertreter ist Tillmann Zietz (CDU).

### Wappen
- Der Entwurf des Kommunalwappens von Mandelsloh stammt von dem Heraldiker und Wappenmaler Gustav Völker, der zahlreiche Wappen in der Region Hannover erschaffen hat. Die Genehmigung des Wappens wurde am 15. März 1956 durch den Niedersächsischen Minister des Innern erteilt.[11]
- Die ehemaligen Gemeinden Mandelsloh in der Wiek und Mandelsloh über dem See sind kraft Gesetzes am 1. April 1959 zur Gemeinde Mandelsloh zusammengeschlossen worden. Die Gemeinde Mandelsloh hat das Wappen der Gemeinde Mandelsloh über dem See übernommen. Die ehemals bestehende Gemeinde Mandelsloh in der Wiek hat kein eigenes Wappen geführt.[11]

| Wappen von Mandelsloh | Blasonierung: „In Blau unter drei nebeneinanderstehenden, goldenen Ähren ein mit dem Mundstück rechtshin gelegtes, rotumbändertes, silbernes Horn.“ |
| Wappen von Mandelsloh | Wappenbegründung: Wappen und Siegel stellen drei Ähren mit einem Büffelhorn dar; das Büffelhorn wurde als Sinnbild dem Wappen der Familie von Mandelsloh in deren Einvernehmen entnommen. Seit 800 Jahren wird das Familienwappen der Herren und Grafen von Mandelsloh geführt. Der Rat der Gemeinde beschloss, dieses Wappen des nach ältesten Urkunden aus Mandelsloh hervorgegangenen Geschlechts zu dem ihrigen zu machen. Als Sinnbild der überwiegend Landwirtschaft betreibenden Bevölkerung erhält das Wappen im Oberteil drei Ähren. |

## Kultur und Sehenswürdigkeiten

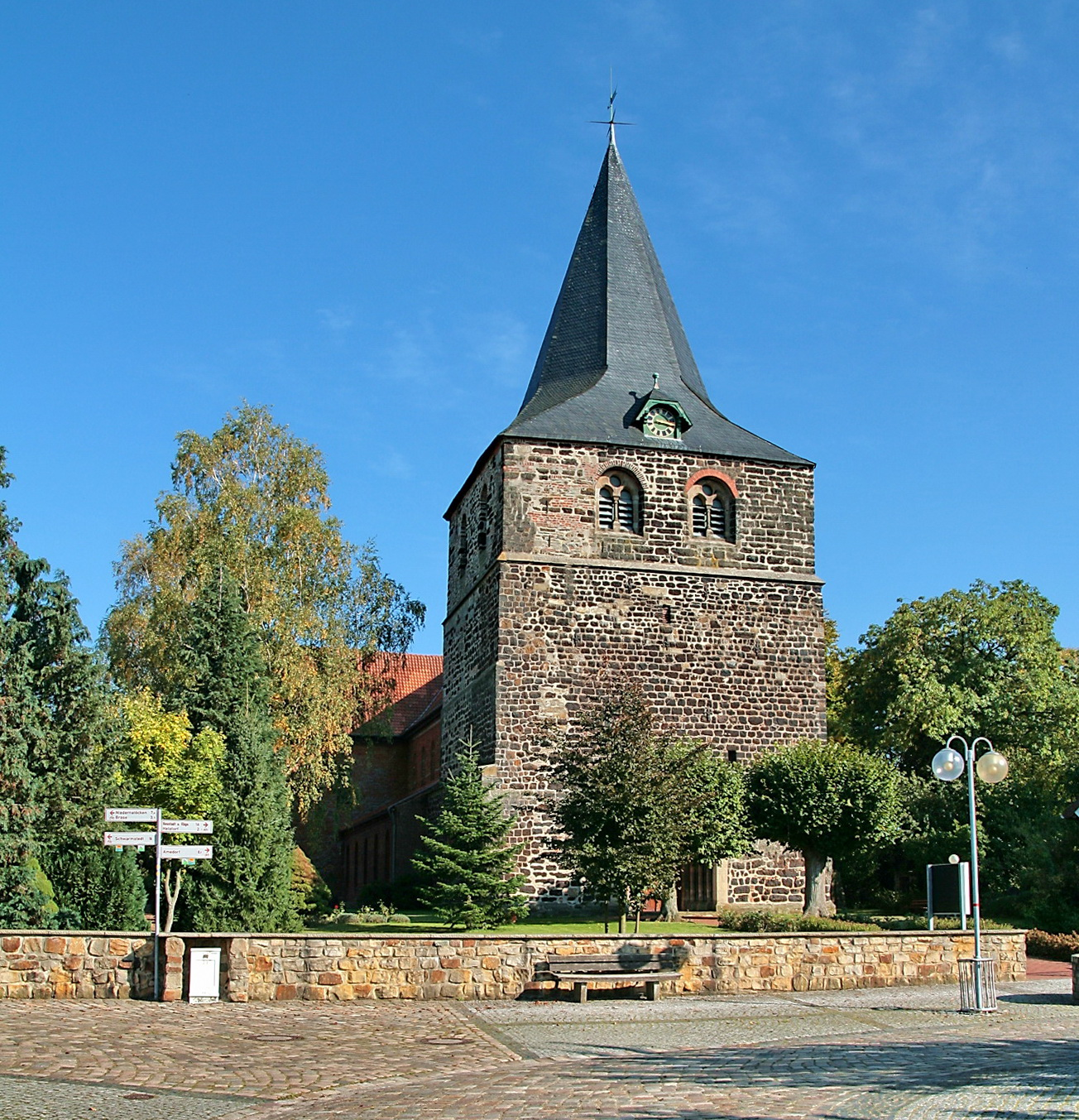
Backsteinbasilika St.-Osdag, Westturm

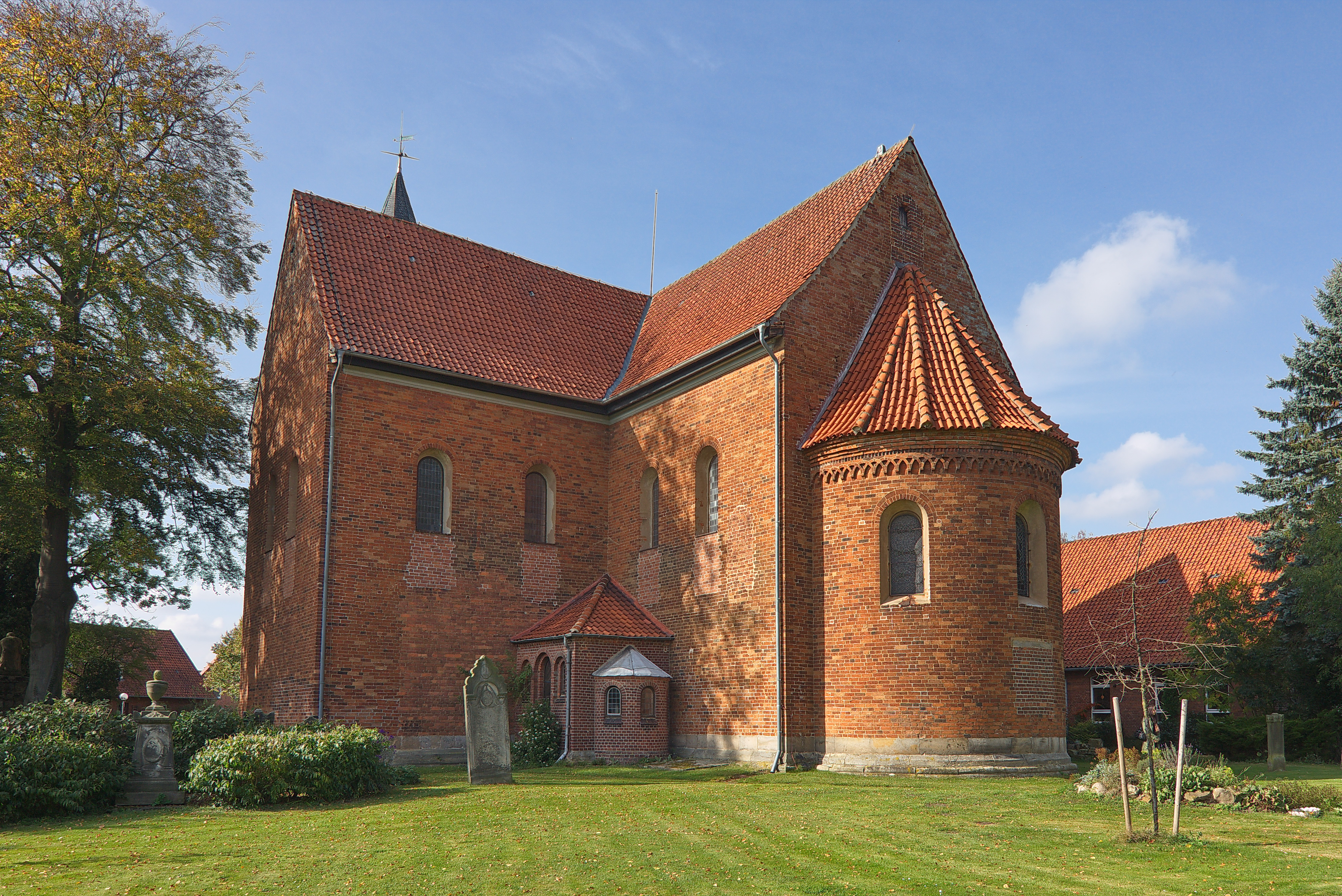
St.-Osdag-Kirche, Ostansicht mit Doppelbogenfries

### Bauwerke
- Die Backsteinbasilika St.-Osdag wurde wahrscheinlich von Heinrich dem Löwen um 1180 errichtet. Sie wurde nach dem burgundischen Herzog Osdag benannt, der in einer Schlacht gegen die Normannen gefallen sein soll. Die Kirche gilt als erster monumentaler Backsteinbau Nordwestdeutschlands. Die Apsis ist außen mit einem seltenen Doppelbogenornament verziert, einem auch an der Kirche des Klosters Jerichow und an der Kirche St. Blasii und Marien (Fredelsloh) vorkommenden verschlungenen Bogenfries. In den 1870er Jahren wurden unter Conrad Wilhelm Hase Erneuerungsarbeiten an dem Bau durchgeführt.[12]

- Nachdem die alte Mandelsloher Mühle 1899 abgebrannt war, wurde 1906 die Holländerwindmühle gebaut, die mit ihren Flügeln bis 1954 und mit Elektroantrieb bis 1964 betrieben wurde. 1992 wurde sie für Wohnzwecke umgebaut.

### Baudenkmale
→ Siehe: Liste der Baudenkmale in Mandelsloh

### Vereine
Der Turnverein Mandelsloh von 1921 e. V. bietet ein vielfältiges Sportangebot mit Fußball, Gymnastik, Inline-Hockey, Tennis und Tischtennis. Das Aushängeschild im Verein sind die Inline-Hockeyspieler Mandelsloh Knights. Nach dem Gewinn der deutschen Vizemeisterschaft hat sich die Mannschaft 2002 für die deutsche Meisterschaft in Hamburg qualifiziert.
Die Freiwillige Feuerwehr bildet mit Amedorf eine Stützpunktfeuerwehr.